# Crédit agricole Centre France
 (juin 2017).
Le Crédit agricole Centre France, officiellement Caisse régionale de crédit agricole mutuel de Centre France, est l'une des 39 caisses régionales du groupe Crédit agricole. Il est implanté sur deux régions (Auvergne-Rhône-Alpes et Nouvelle-Aquitaine) et 5 départements : Allier, Cantal, Corrèze, Creuse et Puy-de-Dôme.

## Prestations
Le Crédit agricole Centre France propose des prestations de banque, d’assurance, d'immobilier et de télésurveillance sur les marchés particuliers, professionnels, agriculture, entreprises et collectivités publiques. Le Crédit agricole Centre France propose aussi des services par l'intermédiaire de ses filiales Groupe : Pacifica, Predica, Square Habitat et Nexécur. 

## Histoire
La Caisse régionale de Crédit agricole mutuel de Centre France est issue de quatre fusions ; la première date du 11 juillet 1988 : elle a réuni la Caisse Puy-de-Dôme et celle de la Creuse. La deuxième fusion date du 6 mai 1991 ; elle a réuni la Caisse Puy-de-Dôme/Creuse et la Caisse Bourbonnaise, donnant naissance à la Caisse régionale de Crédit agricole Centre France. La troisième fusion date du 24 mai 1995 : elle a réuni la Caisse régionale de Crédit agricole Centre France et la Caisse de Corrèze. Et la quatrième et dernière fusion date du 16 juin 2003 : elle a réuni la Caisse régionale de Crédit agricole Centre France et la Caisse du Cantal.

## Informations économiques
En 2021, Crédit agricole Centre France est constitué de 230 points de vente dont 42 pour l'Allier, 35 pour le Cantal, 41 pour la Corrèze, 23 pour la Creuse 88 pour le Puy-de-Dôme et 1 pour Paris. La société a ouvert des « points verts » (services bancaires de base proposés par un commerce de proximité)[source insuffisante]. La Banque Chalus est filiale du Crédit agricole Centre France. 

### Données financières
| Année                        | 2010 | 2011 | 2012 | 2013 | 2014 | 2015 | 2016 | 2017 | 2018 | 2019 | 2020 | 2021 | 2022 | 2023 | 2024 |
| ---------------------------- | ---- | ---- | ---- | ---- | ---- | ---- | ---- | ---- | ---- | ---- | ---- | ---- | ---- | ---- | ---- |
| Produit net bancaire         | 499  | 499  | 506  | 541  | 565  | 568  | 554  | 524  | 540  | 522  | 518  | 535  | 581  | 530  | 533  |
| Résultat brut d'exploitation | 226  | 228  | 221  | 265  | 285  | 292  | 260  | 232  | 242  | 223  | 224  | 239  | 254  | 202  | 190  |
| Résultat net                 | 137  | 130  | 116  | 118  | 130  | 131  | 135  | 134  | 138  | 136  | 130  | 142  | 138  | 129  | 119  |

## Organisation

### Organisation de la Caisse régionale
Le Crédit agricole Centre France est dirigé par un comité de direction, qui compte un directeur général, deux directeurs généraux adjoints et 11 directeurs de filières en 2024. Il est également constitué d'un conseil d'administration qui compte 19 membres en 2024, tous élus par les administrateurs. Il valide la politique générale proposée par le comité de direction.
Le Crédit agricole Centre France dispose également d'une structure dotée de budgets : la Fondation d’Entreprise Crédit agricole Centre France.

### Organisation des caisses locales
Le Crédit agricole Centre France est constitué de 120 Caisses locales en décembre 2024. En décembre 2024, elles comptent plus de 411 750 sociétaires, qui détiennent des parts sociales de leur banque[réf. nécessaire].